# 滋賀県道301号藁園熊野本線
滋賀県道301号藁園熊野本線（しがけんどう301ごう わらそのくまのもとせん）は、滋賀県高島市を通る一般県道である。

## 概要
高島市新旭町藁園から高島市新旭町熊野本に至る。
途中で国道161号高島バイパスと交差するが、バイパスが高架道路のため、側道を利用して合流することになる。

### 路線データ
- 起点：高島市新旭町藁園（藁園南交差点、滋賀県道38号太田安井川線交点）
- 終点：高島市新旭町熊野本（熊野本交差点、滋賀県道558号高島大津線交点）
- 総延長：3.9 km

## 路線状況

### バイパス
- 高島市新旭町藁園 - 高島市新旭町旭

## 地理

### 通過する自治体
- 高島市

### 交差する道路
| 交差する道路             | 交差する場所 | 交差する場所        |
| ------------------------ | ------------ | ------------------- |
| 滋賀県道38号太田安井川線 | 新旭町藁園   | 藁園南交差点 / 起点 |
| 国道161号 / 高島バイパス | 新旭町旭     | [ 注釈 1 ]          |
| 滋賀県道558号高島大津線  | 新旭町熊野本 | 熊野本交差点 / 終点 |

### 交差する鉄道
- 湖西線

### 沿線
- 藁園神社
- 日吉二宮神社
- 新旭深溝郵便局
- 上原豆腐店
- 正傳寺
- 日吉神社
- 新旭町針江区の「生水の郷」
- 川島酒造
- 森神社
- NTT西日本 滋賀支店新旭別館
- JR西日本湖西線 新旭駅